# Check Your Head
| 전문가 평가                   | 전문가 평가 |
| 평가 점수                     | 평가 점수   |
| 출처                          | 점수        |
| ----------------------------- | ----------- |
| AllMusic                      | [ 1 ]       |
| The A.V. Club                 | A−          |
| Chicago Tribune               | [ 8 ]       |
| Entertainment Weekly          | D           |
| Mojo                          | [ 10 ]      |
| The Philadelphia Inquirer     | [ 11 ]      |
| Q                             | [ 12 ]      |
| Rolling Stone                 | [ 13 ]      |
| The Rolling Stone Album Guide | [ 14 ]      |
| Select                        | 4/5         |

《Check Your Head》는 미국의 랩 록 그룹 비스티 보이즈의 세 번째 스튜디오 음반으로, 1992년 4월 21일, 캐피틀 레코드가 발매했다. 1991년 앳워터 빌리지의 G-손 스튜디오에서 프로듀서 마리오 칼다토 주니어의 지도 아래 녹음된 밴드의 두 번째 스튜디오 음반인 《Paul's Boutique》와 《Check Your Head》의 발매 사이에 3년이 지났다. 이전 음반보다 샘플 무게가 덜한 이 음반은 세 멤버 모두의 기악 기고를 특징으로 한다. 기타는 애덤 호로비츠, 베이스는 아담 요크, 드럼은 마이크 D이다.
이 음반은 2009년에 16개의 B-사이드와 휘귀성, 그리고 해설 트랙이 보너스 자료로 포함된 여러 형식으로 재발매되었다. 이 음반은 다이아몬드, 요크, 호로비츠, 칼다토, 그리고 빈번한 비스티 보이즈 협력자 머니 마크에 의한 트랙별 분석을 포함하는 2007년 책 《Check the Technic》에 프로파일링된 음반 중 하나이다.

## 배경
《Check Your Head》는 마리오 칼다토 주니어가 완전히 공동 프로듀싱한 첫 비스티 보이즈 음반으로, 《Paul's Boutique》에서 엔지니어로 일했고, 음반의 트랙 〈Ask for Janice〉에서 프로듀서로 인정받았다. 그것은 또한 밴드의 정규 협력자가 된 키보디스크 머니 마크의 음반 중 하나에 첫 참여를 했다.
이 음반은 비스티 보이즈가 그들의 펑크 뿌리로 되돌아온 것과 같은 것이었다. 이 음반은 초기 EP 이후 처음으로 3인조가 자신들의 악기를 연주하는 것을 특징으로 한다(《Paul's Boutique》에서 적어도 두 곡의 라이브 악기를 제공하긴 했지만). 이 곡은 사진작가 글렌 E. 프리드먼에게 그들의 악기 케이스로 비스티 보이즈의 사진을 촬영하는 아이디어를 주었고, 그 중 하나는 음반 커버로 사용되었다. 아마도, 데저트 스톰 트레이딩 카드 세트에서 노먼 슈워츠코프를 위한 트레이딩 카드가 이 음반의 제목에 영감을 주었다고 한다.
비스티 보이즈는 1992년 초에 《Check Your Head》를 지원하기 위해 롤린스 밴드와 사이프러스 힐과 함께 투어를 했다.

## 곡 목록
모든 곡들은 특별한 언급이 없는 한 비스티 보이즈와 머니 마크에 의해 작사/작곡하였다.
| #   | 제목                        | 작사·작곡                                             | 재생 시간 |
| --- | --------------------------- | ----------------------------------------------------- | --------- |
| 1.  | 〈Jimmy James〉             | 비스티 보이즈, 마리오 칼다토                          | 3:14      |
| 2.  | 〈Funky Boss〉              |                                                       | 1:35      |
| 3.  | 〈Pass the Mic〉            | 비스티 보이즈, 칼다토                                 | 4:17      |
| 4.  | 〈Gratitude〉               | 비스티 보이즈, 톰 쿠시먼                              | 2:45      |
| 5.  | 〈Lighten Up〉              |                                                       | 2:41      |
| 6.  | 〈Finger Lickin' Good〉     | 비스티 보이즈, 칼다토, DJ 허리케인, 타도네 "쿨 티" 힐 | 3:39      |
| 7.  | 〈So What'cha Want〉        | 비스티 보이즈                                         | 3:37      |
| 8.  | 〈The Biz vs. The Nuge〉    | 비즈 마키, 테드 뉴전트                                | 0:33      |
| 9.  | 〈Time for Livin'〉         | 슬라이 스톤                                           | 1:48      |
| 10. | 〈Something's Got to Give〉 | 비스티 보이즈, 마크, 칼다토                           | 3:28      |
| 11. | 〈The Blue Nun〉            | 비스티 보이즈                                         | 0:32      |
| 12. | 〈Stand Together〉          | 비스티 보이즈, 칼다토                                 | 2:47      |
| 13. | 〈Pow〉                     |                                                       | 2:13      |
| 14. | 〈The Maestro〉             | 비스티 보이즈                                         | 2:52      |
| 15. | 〈Groove Holmes〉           |                                                       | 2:33      |
| 16. | 〈Live at P.J.'s〉          |                                                       | 3:18      |
| 17. | 〈Mark on the Bus〉         | 마크                                                  | 1:05      |
| 18. | 〈Professor Booty〉         | 비스티 보이즈, 칼다토                                 | 4:13      |
| 19. | 〈In 3's〉                  |                                                       | 2:23      |
| 20. | 〈Namasté〉                 |                                                       | 4:01      |